# Aleksandr Gucało
Aleksandr Siemionowicz Gucało (ros. Александр Семёнович Гуцало, ur. 7 marca?/20 marca 1917 w Aktiubińsku, zm. 28 stycznia 1946 w Szczecinku) – radziecki lotnik wojskowy, major, uhonorowany pośmiertnie tytułem Bohatera Związku Radzieckiego (1946). Ukrainiec.

## Życiorys
Urodził się w ukraińskiej rodzinie robotniczej. Skończył 8 klas szkoły kolejowej w Aktiubińsku, później jego rodzina przeniosła się do Tichoriecka, gdzie ukończył szkołę uniwersytetu fabryczno-zawodowego i aeroklub, później pracował jako tokarz. W 1937 został powołany do Armii Czerwonej, w 1939 ukończył lotniczą szkołę strzelców bombowców w Groznym, a w 1941 wojskową lotniczą szkołę pilotów w Engelsie. Od grudnia 1941 uczestniczył w wojnie z Niemcami, początkowo jako pilot 689 nocnego pułku lotnictwa bombowego na Froncie Wołchowskim, potem od kwietnia do sierpnia 1942 w składzie samodzielnej grupy myśliwców Sił Powietrznych Frontu Wołchowskiego. Wykonał 309 lotów bojowych nocnym bombowcem, wykonując bombardowania obiektów wroga i loty zwiadowcze. W sierpniu 1942 został pilotem 691 mieszanego pułku lotniczego na Froncie Leningradzkim i potem Wołchowskim, od sierpnia 1943 do końca wojny walczył w składzie 845 pułku lotnictwa myśliwskiego w składzie 14 Armii Powietrznej Frontu Wołchowskiego, od lutego 1944 13 Armii Powietrznej Frontu Leningradzkiego, od kwietnia 1944 14 Armii 3 Frontu Nadbałtyckiego, a od grudnia 1944 4 Armii Powietrznej 2 Frontu Białoruskiego. W tym pułku był dowódcą klucza, później dowódcą eskadry, a od połowy 1944 do końca wojny nawigatorem pułku. Brał udział m.in. w operacji siniawińskiej, mgińskiej, leningradzko-nowogrodzkiej, pskowskiej, pskowsko-ostrowskiej, tartuskiej, ryskiej, wschodniopruskiej, pomorskiej i berlińskiej. Do początku maja 1945 wykonał 494 loty bojowe, w tym 309 nocnymi bombowcami, a 186 myśliwcami, i stoczył 52 walki powietrzne, w których strącił osobiście 18 i w grupie 3 samoloty wroga (według innych danych 11 osobiście i 1 w grupie). Poza tym zniszczył 8 samolotów wroga na ziemi podczas ataków bombowych na lotniska. W marcu 1942 został lekko raniony przez ogień artylerii przeciwlotniczej. Ogólnie do końca wojny wykonał 509 lotów bojowych. W 1945 otrzymał stopień majora i został kandydatem do WKP(b). Po wojnie służył w Siłach Powietrznych Północnej Grupy Wojsk stacjonującej w Polsce. W styczniu 1946 doznał ciężkiej infekcji i zmarł w szpitalu wojskowym w Szczecinku. Został pochowany na cmentarzu żołnierzy radzieckich w Pile.

## Odznaczenia
- Złota Gwiazda Bohatera Związku Radzieckiego (pośmiertnie, 15 maja 1946)
- Order Lenina (pośmiertnie, 15 maja 1946)
- Order Czerwonego Sztandaru (trzykrotnie, 6 czerwca 1942, 30 marca 1942 i 18 października 1944)
- Order Aleksandra Newskiego (12 września 1943)
- Order Wojny Ojczyźnianej I klasy (10 sierpnia 1944)
- Medal „Za obronę Leningradu” (1942)
- Medal „Za zwycięstwo nad Niemcami w Wielkiej Wojnie Ojczyźnianej 1941–1945”